# Julien Guiomar

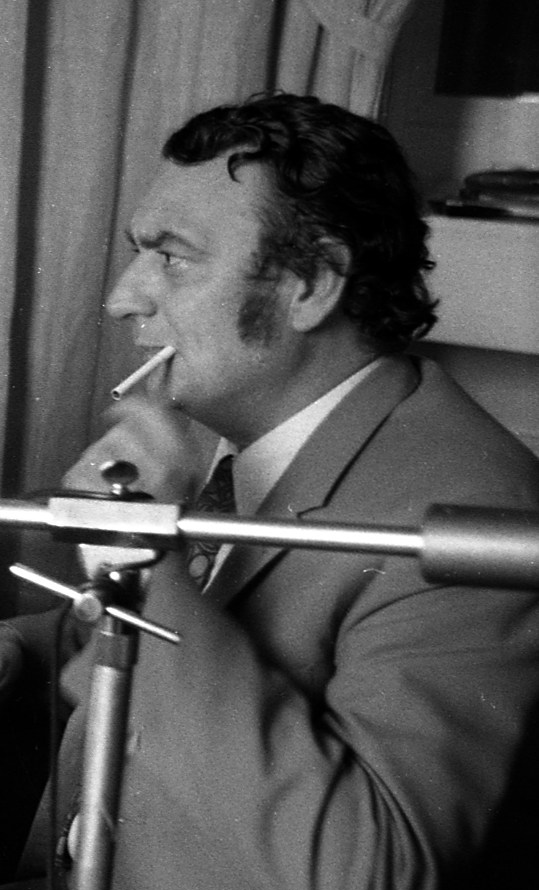
Julien Guiomar (1972)

Julien Guiomar (* 3. Mai 1928 in Morlaix; † 22. November 2010 in Monpazier) war ein französischer Schauspieler.

## Leben und Wirken
Guiomar erhielt nach dem Ende des Zweiten Weltkrieges Schauspielunterricht bei Pierre Renoir und René Simon am Cours Simon. Nach kleinen Rollen an Pariser Vorstadtbühnen trat er sein erstes Engagement in Colmar an.
Zurück in Paris feierte er 1952 am Théâtre de l’Œuvre einen ersten Erfolg mit einer Bühnenfassung des Romans Die Kraft und die Herrlichkeit von Graham Greene, anschließend auch in einer Fernsehfassung.
Später gehörte er zum Ensemble des Théâtre National Populaire. Tourneen führten ihn unter anderem in die Sowjetunion und nach Südamerika. Im Kino erschien Guiomar erst ab Mitte der 1960er Jahre. Regelmäßig verkörperte er skurrile Figuren, meist in Komödien. In Brust oder Keule war er der Gegenspieler von Louis de Funès als krimineller Lebensmittelfabrikant Tricatel. Insgesamt wirkte er an mehr als 100 Film- und Fernsehproduktionen mit.

## Filmografie (Auswahl)
- 1966: Herzkönig (Le Roi de cœur)
- 1967: Der Dieb von Paris (Le voleur)
- 1968: Die Wölfin (La louve solitaire)
- 1969: Ballade für einen Hund (Ballade pour un chien)
- 1969: Z (Z)
- 1969: Die Milchstraße (La voie lactée)
- 1970: Borsalino
- 1970: Der Erbarmungslose (La horse)
- 1971: Musketier mit Hieb und Stich (Les mariés de l’an II)
- 1972: Gewalt – die fünfte Macht im Staat (La violenza: quinto potere)
- 1972: Der Würger mit dem weißen Schal (L’étrangleur)
- 1974: Der lange Blonde mit den roten Haaren (La moutarde me monte au nez)
- 1975: Sondertribunal – Jeder kämpft für sich allein (Section spéciale)
- 1975: Erinnerungen aus Frankreich (Souvenirs d’en France)
- 1975: Der Unverbesserliche (L’incorrigible)
- 1975: Adieu, Bulle (Adieu poulet)
- 1976: Brust oder Keule (L’aile ou la cuisse)
- 1976: Barocco – Mord um Macht (Barocco)
- 1976: Mado
- 1977: Ein irrer Typ (L’animal)
- 1977: Der Fall Serrano (Mort d’un pourri)
- 1978: Der Querkopf (La zizanie)
- 1979: Milo Milo (Milo-Milo)
- 1980: The Mad Mustangs (Le bar du téléphone)
- 1980: Inspektor Loulou – Die Knallschote vom Dienst (Inspecteur la Bavure)
- 1984: Die Bestechlichen (Les ripoux)
- 1984: Carmen
- 1986: Der Debütant (Le débutant)
- 1987: Letzter Sommer in Tanger (Dernier été à Tanger)
- 1989: African Timber
- 1990: Blanker Stahl (Plein fer)
- 1992: Léolo
- 1992: Mein Name ist Victor (Je m‘appelle Victor)
- 1998: Que la lumière soit!